# Кав
Кав (фр. Caves) — коммуна во Франции в регионе Лангедок — Руссильон, департамент Од.
Население составляет 588 человек (2007 г.), площадь — 9,13 км².
Коммуна расположена на расстоянии около 660 км к югу от Парижа, 105 км юго-западнее Монпелье, 60 км юго-западнее Каркасона.